# Broken Bow (Oklahoma)
Broken Bow es una ciudad ubicada en el condado de McCurtain en el estado estadounidense de Oklahoma. En el año 2010 tenía una población de 4120 habitantes y una densidad poblacional de 314,5 personas por km².

## Geografía
Broken Bow se encuentra ubicada en las coordenadas 34°1′47″N 94°44′16″O / 34.02972, -94.73778 (34.029784, -94.737656).

## Demografía
Según la Oficina del Censo en 2000 los ingresos medios por hogar en la localidad eran de $18,068 y los ingresos medios por familia eran $20,676. Los hombres tenían unos ingresos medios de $20,398 frente a los $17,155 para las mujeres. La renta per cápita para la localidad era de $10,028. Alrededor del 38.9% de la población estaban por debajo del umbral de pobreza.